# Бејкерстаун (Пенсилванија)
Бејкерстаун (енгл. Bakerstown) насељено је место без административног статуса у америчкој савезној држави Пенсилванија.

## Демографија
По попису из 2010. године број становника је 1.761.
| Група             | 2000.    | 2010.         |
| Белци             | 0 (0,0%) | 1.688 (95,9%) |
| Афроамериканци    | 0 (0,0%) | 11 (0,6%)     |
| Азијати           | 0 (0,0%) | 17 (1,0%)     |
| Хиспаноамериканци | 0 (0,0%) | 31 (1,8%)     |
| Укупно            | 0        | 1.761         |